# 杉山忠国
杉山 忠国（すぎやま ただくに、1960年8月15日 - ）は、日本の実業家、馬主。
鋼材の販売などを手掛ける株式会社丸杉の代表取締役社長を務めるほか、バドミントン選手の福島由紀、廣田彩花などが所属するバドミントンチーム「丸杉Bluvic」のオーナーとしても知られる。

## 経歴・人物
1960年、岐阜県出身。早稲田大学教育学部を卒業後、1984年に丸紅入社。1987年にクレスト・スチール（米国）に入社、1990年に丸杉金属興業に入社し取締役関連事業部長。常務を経て2002年、父で前社長の杉山茂夫の死去に伴い同社及びグループ企業の代表取締役社長に就任。同年11月、丸杉金属興業の社名を現在の丸杉に変更。
趣味は読書とスポーツ観戦。高校・大学在学時には野球部に所属し投手として活躍しており、卒業時にはプロ野球のドラフトの候補とまでなったという。

## バドミントンとの関わり
1992年に社内にバドミントン部を創設し、アスリートの育成に尽力。2020年6月にはバドミントンチームの「丸杉Bluvic」を設立した。同チーム所属の廣田彩花が2021年の東京2020オリンピックの直前に右膝前十字靭帯断裂の大怪我を負った際にはサポートに奔走し、無事出場に漕ぎ着かせ、5位入賞の結果を残すまでに導いた。また、この年の4月には岐阜市内にバドミントン専用のアリーナを建設した。
2012年4月より岐阜県バドミントン協会会長のほか、2017年からは岐阜県スポーツ協会副会長も務める。

## 馬主活動

杉山の勝負服

日本中央競馬会（JRA）および地方競馬全国協会（NAR）に登録する馬主としても知られる。勝負服の柄は黄、緑一本輪、黒袖緑縦縞、冠名は「スギノ」であったが、近年は用いていない。両親（茂夫、美惠）が馬主であったことから、自身も馬主になったもいう。
2015年、クラリティスカイがNHKマイルカップを制し、GI初制覇を果たしたうえ、スギノエンデバーが同日の京都競馬場のメインレースも制たことで、馬主として東西メインレース制覇を達成した。
北海道新ひだか町に生産・育成牧場の明治牧場を所有するオーナーブリーダーでもある。

## 主な所有馬

### GI競走優勝馬
- クラリティスカイ（2014年いちょうステークス、朝日杯フューチュリティステークス3着、2015年NHKマイルカップ）

### 重賞競走優勝馬
斜字は地方重賞。
- ジュエルクイーン（2014年ラブミーチャン記念、エーデルワイス賞2着、2015年ゴールドジュニア、若草賞、2016年ヒダカソウカップ、ビューチフルドリーマーカップ、2017年ヒダカソウカップ、ノースクイーンカップ、ビューチフルドリーマーカップ、2017年ノースクイーンカップ、ビューチフルドリーマーカップ）
- バズーカ（2015年東海ダービー、MRO金賞、秋の鞍、岐阜金賞、2016年園田金盃、2017年兵庫ゴールドカップ）
- オーヴェルニュ（2021年東海ステークス、平安ステークス）

### その他の所有馬
- スギノエンデバー（2015年鞍馬ステークス[注 1]）
- ヴォージュ（2018年札幌日経オープン、2019年万葉ステークス）

### 母・美惠の所有馬
- スギノキューティー（1998年フラワーカップ）
- スギノエンデバー（2012年北九州記念）